# Rájov (Zlatá Koruna)
Rájov je vesnice, část obce Zlatá Koruna v okrese Český Krumlov. Nachází se asi 1 km na jih od Zlaté Koruny. Prochází zde silnice I/39. Je zde evidováno 71 adres.
Rájov je také název katastrálního území o rozloze 3,16 km².

## Historie
První písemná zmínka o vesnici pochází z roku 1316. Rájov byl samostatnou obcí. Od roku 1961 je částí obce Zlatá Koruna.
Dne 5. května 1945, během květnového povstání českého lidu, došlo v Rájově k ozbrojenému střetnutí českých občanů, podporovaných vojáky maďarského vojska, s ustupujícími  německými vojáky. Událost připomínají hroby sedmi českých a pěti maďarských obětí na obecním hřbitově (kulturní památka České republiky).

## Pamětihodnosti
- Výklenková kaplička
- Usedlosti čp. 22 a 29